# Смиткин, Илона
Илона Ройс Смиткин (27 марта 1920 — 1 августа 2021) — американская художница, писательница, модель и исполнитель польского происхождения. Изучала живопись в берлинской Reimann-Schule, а также в Королевский академии искусств в Антверпене. Известна по таким фильмам как Advance Style и Ilona, Upstairs, телепередачам Ilona's Palette, Painting with Ilona и Finishing Touches with Ilona, и книгам Painting with Ilona, Joy Dust, and Ninety-Nine: Straight Up, No Chaser.
Основными художественными средствами Смиткин были масляная живопись, уходящая корнями в импрессионизм, и сангвиническая портретная живопись. Её портрет писательницы-философа Айн Рэнд продолжает появляться на обложках книг Рэнд. Дополнительными объектами её портретной живописи были Теннесси Уильямс и Юджин О'Нил. Работы Смиткин демонстрировались в таких местах, как Музей истории науки города Женева, Галерея Шарлотты Норберг в Париже, Мемориальный институт Юджина О'Нила в Уотерфорде, Коннектикут, Художественная ассоциация и музей Провинстауна и Колумбийский музей искусств. Постоянная экспозиция её работ находится в галерее Карилон в Провинстауне, где у неё была студия.